# Meänraatio
Meänraatio kallas den redaktion och de program Sveriges Radio gör på meänkieli (tornedalsfinska). I Sveriges Radios avtal med svenska staten är företaget ålagt att göra program på det nationella minoritetsspråket meänkieli. Redaktionen tillhör sedan 1 januari 2018 organisatioriskt SR Norrbotten med huvudredaktion i Pajala och medarbetare placerade i Övertorneå och Kiruna.
Meänraatio sänder i kanal P4 Norrbotten, i Sisuradio, i P2 och i P6. Dessutom kan programmen avlyssnas på webben.
Tre dagar i veckan sänds aktualitetsmagasinet Meänraatio. Programmet för unga vuxna, Gränslöst, sänds varje tisdag och alla fredagar går sedan mitten 80-talet det populära gratulations-programmet Finnmix. På söndagar sänds Meän Pyhä, där det bästa samlas från veckans Meänraatio. Varje måndag sänds ett barnprogram, Meän kläpit. Stående inslag är diskussionsprogram om språk och temaprogram om natur, sport och kultur. Meänraatio bevakar frågor som rör den tornedalska/kvänska/lantalais-befolkningen. Eftersom denna befolkning huvudsakligen bor i gränstrakter så är ambitionen att ta upp frågor från hela Nordkalottområdet. Redaktionens devis är: Meän raatio, keskelä kalottia (Meän raatio - mitt på kalotten). 
Sändningarna startades 1957 av Ragnar Lassinantti och var de första finskspråkiga programmen i Sveriges Radio. Från början hette det enda program man sände i veckan Pohjoiskalotti. I samband med att Sveriges Radio i början på 90-talet startade en kanal med utökade sändningar på finska och meänkieli, Sisuradio, antogs namnet Meänraatio. 
Från och med 1 januari 2018 har Meänraatio en egen programchef, Ahti Aasa. Innan det samordnades verksamheten under många år av Bertil Isaksson.